# Жорж Матьє
Жорж Матьє (фр. Georges Mathieu; 27 січня 1921, Булонь-сюр-Мер — 10 червня 2012, Париж) — французький художник школи ташизм .

## Творчість
Виходець із знатного роду, один з представників так званого «живопису дії». Вважається засновником історичного абстрактного живопису. Своїми роботами намагався висловити своє ставлення до найважливіших історичних процесів. Серед характерних для художника тим — боротьба династій, народні рухи, державне будівництво («Битва при Бувіні», «Капетинги всюди»).
Матьє вивчав право, філософію та англійську мову, а в 1942 році звернувся до живопису. Книга Едварда Кренкшоу «Ремесло Конрада» спонукає його в 1944 році «вступити в нефігуративне мистецтво не шляхом форми, а шляхом духу». У 1947 році Матьє переїжджає в Париж; до цього часу він вже створив абстрактні роботи, наповнені неформальним ліризмом («Скороминуще», 1945), що дозволили йому, поряд з Атланом, Хартунг, Вольсом і Бреєном, протистояти панівній в той період геометричній абстракції. Він організовує перші виставки нової ліричної абстракції. З 1949 року Матьє бере участь у багатьох виставках в Парижі (галерея Рене Друєна). У 1950 році проходить його перша персональна виставка. Наступного року разом з критиком Мішелем Тап'є він організовує першу виставку головних представників ліричної абстракції під назвою «Протиборчі пориви» (галерея Ніни Доссе), слідом за якою були дві виставки «Знаки неформального», показані Тап'є в студії Поля Факкетті, де Матьє в 1952 році виставив свої перші історичні картини («Пам'яті маршала Тюренна», 1952). З 1954 року Матьє виставляв свої роботи в Парижі в галереї «Рів друат» Мішеля Тап'є («Капетинги всюди», 1954, Париж, Національний музей сучасного мистецтва, Центр Помпіду; «Коронація Карла Великого», 1956; гуаші та малюнки, 1958). У 1957 році в галереї «Клебер» він виставляє «Церемонії на честь другого вироку Сігера Брабантського», в 1959 році в Міжнародній галереї сучасного мистецтва — вісім монументальних робіт, а в 1960 році — твори про «пишність і випробування старої Франції». Матьє рано став відомий в Нью Йорку (виставка в галереї Куц, 1954) і його діяльність набула міжнародного розмаху. У 1963 році в Міському музеї сучасного мистецтва в Парижі відкривається ретроспективна виставка його робіт, а в 1965 році в галереї Шарпантьє експонуються 140 картин, створених в попередньому році.
Уже близько 1948—1949 Матьє зумів звільнити свою ранню імпульсивну манеру від показної виразності каліграфії, яку він довів до такої досконалості, що часом йому вдавалося з'єднати з нею декоративну красу, якою відзначені його великі пластичні твори. Нерідко художник накладає свої «письмена» за допомогою чистої фарби, взятої прямо з тюбика, але також використовує щітку, кисть або руку, щоб покрити більш широкі поверхні. Характерними особливостями його живопису є «відсутність навмисності форм і жестів і пріоритет швидкості виконання». Ці умови дозволяють художнику публічно створювати свої величезні полотна в рекордно короткий термін (наприклад, в 1956 на сцені театру Сари Бернар всього за 20 хвилин він написав картину розміром 24×4 м., а в 1957 на своїй виставці в Токіо, яка включала в себе 21 твір, він за три дні виконав 15-метрову фреску). Матьє прагне замінити інертні замкнуті форми на сили, звільнені самим мальовничим актом. Він висловлює себе словом і пером, організовуючи конференції, публікуючи статті, роблячи заяви і маніфести. Так, в 1963 він публікує свій історичне дослідження розвитку західного живопису в 1944—1962 під назвою «За межами ташизм»; він проявляє тут рідкісну інтелектуальну чесність, незважаючи на деякий полемічний запал.
З 1966 Матьє присвячує себе декоративному мистецтву (плакати для авіакомпанії «Ер Франс», 1967; картони для шпалер, 1968—1969; медалі, 1971; монета 10 франків, 1974). У 1976 Матьє обирається членом Академії витончених мистецтв. Його виставки, зібрані зі старих і нових робіт, пройшли в 1978 році в Парижі (Гран Пале) і в 1985 в Авіньйоні (Папський палац).

## Визнання
Кавалер Ордена Почесного легіону, командор Ордена літератури і мистецтва. Йому присвячений повнометражний документальний фільм «Жорж Матьє, або Лють буття» (1971)

## Смерть
Матьє помер у неділю, 10 червня 2012 року в лікарні в одному з передмість Парижа. Причини смерті не уточнюються. Перше повідомлення було в Франс Прес з посиланням на родичів.